# 벽제관 전투
벽제관 전투(碧蹄館戰鬪)는 1593년 2월 27일(음력 1월 27일) 임진왜란 중 벽제관(현재의 고양시 덕양구 벽제동 일대)에서 일어난 조명연합군과 일본군의 전투이다. 이 전투의 패배로 인해 권율에 행주산성이 표적이 된다.

## 배경
당시 일본군은 명나라군에게 평양이 함락되고 장수인 오토모 요시무네(大友義統)가 전선에서 무단이탈하는 등 일시적 혼란 상태에 있었다.
봉행(奉行)인 이시다 미쓰나리(石田三成)가 북부 각지에 흩어져 있던 장수들을 한성(漢城)(현재의 서울)로 모아 전력을 다시 세우고 총력을 기울여 벽제관에서 반격을 시도하였다.

## 결과
이여송(李如松)이 이끄는 명나라군과 이시다 미쓰나리(石田三成)를 중심으로 우키타 히데이에(宇喜多秀家), 고바야카와 다카카게(小早川隆景), 다치바나 무네토라(立花宗虎), 다카하시 나오쓰구(高橋直次) 등이 이끄는 일본군과 격돌, 치열한 교전 끝에 일본군이 명군을 패퇴시켰다. 명군의 이여송은 포위되어 거의 죽을뻔 했는데 그의 부장 이유승이 간신히 구해낼 정도였다. 그러나 명과 일본 양쪽 모두 승전을 주장하는 바람에 조선왕조실록에는 명군의 승리로 기록되었다.

## 각 국의 기록

### 조선
징비록의 기록에는 '이여송이 파주에 진군하여 적군과 벽제관 남쪽에서 싸웠으나 이기지 못하였고, 개성으로 돌아와서 진을 쳤다. 처음에 평양이 수복되니 대동강 이남의 연도(沿道)에 있던 적들은 모두 도망쳐 가버렸다. 제독은 적군을 추격하고자 하여 나에게 말하기를 “대군이 지금 앞으로 진격하려 하는데, 듣건대 앞길에 군량과 마초가 없다고 하니 의정(류성룡)은 대신으로서 마땅히 나라 일을 생각해야 될 것이므로 수고를 꺼리지 마라고 급히 가서 군량을 준비하여 소홀해서 잘못되는 일이 없도록 하시오” 라고 하였다.'라는 식으로 기록이 되었다.

### 일본
일본 측에서는 명군을 맞아 농성파와 요격파가 대립하다 명군이 진용을 갖추기 전에 공격 할 수 밖에 없다는 의견이 대세를 차지했기 때문에 요격 작전을 전개하였고 명군의 대포 공격에 고전하였으나 백병전에서 일본도를 든 일본군의 우세가 지속되어 이여송이 철수를 지시, 그 후로 추격을 하자는 쪽과 추격을 하지 말자는 쪽으로 나뉘어 대립하다 명군을 놓쳐 버리고 평양, 개성을 빼앗기기는 했지만 명나라 원군의 남하를 막아 승리의 의미가 있다고 기록했다.

### 평가
세간에 알려진 것과 다르게 꽤 치열한 전투를 벌였으며 전술적으로 우위를 점하지 않았으면 완패할 뻔했다는 표현이 있다.